# Filip Springer
Filip Springer (* 10. června 1982, Poznaň) je polský spisovatel, novinář a fotoreportér, autor reportáží věnovaných polské architektuře (především poválečné a současné), veřejnému prostoru a významným osobnostem polské architektury 20. a 21. století.

## Život
Absolvoval mezioborová humanistická studia na poznaňské Univerzitě Adama Mickiewicze (specializace: archeologie a kulturní antropologie). V roce 2004 pracoval pro Polskou fotografickou agenturu Forum, spolupracoval také s novinami Głos Wielkopolski (Hlas Velkopolska) a Gazeta Poznańska (Poznaňské noviny), publikoval mj. v časopisech Polityka a Przekrój (Průřez). Získal stipendia polského Ministerstva kultury a národního dědictví a Národního centra kultury (Narodowe Centrum Kultury) v rámci programu Mladé Polsko (Młoda Polska). Jeho literární debut (reportáž Miedzianka. Historia znikania) se v roce 2011 dostal do finále Ceny Richarda Kapuścińského za literární reportáž (Nagroda im. Ryszarda Kapuścińskiego za Reportaż Literacki), v roce 2012 do finále prestižní literární ceny Nike a v témže roce byl i nominován na literární cenu Gdynia. Druhou Springerovu reportáž - Źle urodzone – zvolili posluchači polského rádia Trójka (třetího programu Polského rozhlasu) za knihu roku 2012. V roce 2013 autor obdržel Medaili mladého umění (Medal Młodej Sztuki).
Springer je mimo to autorem fotoreportáží Miało być ładnie (Mělo to být hezké), Płacz nad rozlanym miastem (2009, Pláč nad rozlitým městem); Nie ma jeziora (2010, Jezero už není). Jeho knihy vydalo nakladatelství Karakter (Źle urodzone a Zaczyn) a především proslulé vydavatelství Czarne (Miedzianka, Wanna z kolumnadą, 13 pięter) spisovatele Andrzeje Stasiuka, jenž jednu ze Springerových knih (Wanna z kolumnadą) doprovodil svým doslovem.
Filip Springer žije a tvoří ve Varšavě.

## Dílo
- Miedzianka. Historia znikania (2011, Miedzianka. Příběh zániku) - literární reportáž o postupné poválečné devastaci dolnoslezského hornického městečka Miedzianka v důsledku těžby uranu
- Źle urodzone. Reportaże o architekturze PRL (2012, Narozené nevhod. Reportáže o architektuře Polské lidové republiky) - literární reportáže o pozoruhodných stavbách a osobnostech polské poválečné architektury s důrazem na dobový kontext a osudy po roce 1989; doplněno autorovými fotografiemi
- Zaczyn. O Zofii i Oskarze Hansenach (2013, Kvas. O Zofii a Oskaru Hansenových) - životopisná reportáž věnovaná dvěma architektům-vizionářům, manželům Oskaru a Zofii Hansenovým, a jejich pozoruhodnému dílu vzniklému navzdory nepřízni doby (poválečné socialistické Polsko)
- Wanna z kolumnadą. Reportaże o polskiej przestrzeni (2013, Vana se sloupořadím. Reportáže o polském prostoru) - průkopnická literárněreportážní práce o problematických jevech architektury a urbanistiky v období po roce 1989; doplněno autorovými fotografiemi
- 13 pięter (2015, Třináct pater) - o meziválečných a současných podobách a řešeních bytové krize v Polsku s důrazem na nešvary živelné developerské výstavby po r. 1989